# Cerco de Siracusa (877–878)
O Cerco de Siracusa em 877-878 levou a queda da cidade de Siracusa, a capital da Sicília romana e bizantina, para o Emirado Aglábida. Os aglábidas tentaram e falharam em tomar a cidade logo após seu desembarque inicial na ilha 50 anos antes, com o cerco de 827-828. Apesar da derrota, gradualmente tomaram as porções ocidental e central da ilha, e em agosto de 877, o comandante muçulmano Jafar ibne Maomé Altamini liderou uma grande força contra Siracusa.
A cidade foi deixara amplamente sem apoio pelo imperador Basílio I, o Macedônio (r. 867–886) durante o cerco, e ela caiu em 20/21 de maio de 878. Apenas alguns entrepostos permaneceram nas mãos dos bizantinos depois disso, e a conquista muçulmana da Sicília foi completada com a queda de Taormina em 902. O cerco e captura de Siracusa é narrada em detalhe pela testemunha ocular Teodósio, o Monge.

## Antecedentes
Os aglábidas tentaram sem sucesso tomar a cidade logo após seu desembarque inicial na ilha em 827. Apesar de serem repelidos, gradualmente conseguiram tomar as porções ocidental e central da ilha. Esforços sucessivos depois disso para capturar a capital provincial bizantina em 868, 869 e 873, falharam. Em 875, o emir aglábida pacífico e amante dos prazeres Maomé II (r. 864–875) morreu e foi sucedido por seu irmão mais energético, Ibraim II (r. 875–902). O novo emir estava determinado a finalmente capturar Siracusa e nomeou um novo governador para a ilha, Jafar ibne Maomé, bem como enviou uma frota da Ifríquia para assistir as tropas sicilianas locais.

## Cerco
Jafar começou sua campanha em 877 ao invadir os territórios bizantinos a leste da ilha e ocupar alguns fortes em torno de Siracusa. O cerco da cidade começou em agosto, com os árabes bloqueando-a por mar e terra. Os eventos do cerco são descrito com alguma detalhamento pela testemunha ocular Teodósio, o Monge, que incluiu um relato dele numa carta escrita durante seu cativeiro subsequente. A resistência da cidade foi liderada por um patrício de nome desconhecido, enquanto os árabes foram liderados inicialmente por Jafar até seu retorno para Palermo e sua concessão do comando do cerco para seu filho, Abu Ixaque.
Os muçulmanos, bem supridos com armas de cerco, incluindo um tipo novo de manganela, lançaram incessantes ataques contra os defensores da cidade dia e noite. Teodósio focou muito de seu relato no sofrimento dos habitantes, "reduzidos pela fome e doença", e os "preços hiperinflacionados pagos para quantidades insignificantes de alimentos básicos", como descrito por Alex Metcalfe. Um alqueire de trigo custou 150 nomismas de ouro, um alqueire de farinho 200 nomismas e um boi 300 nomismas, enquanto a cabeça dum cavalo ou burro 15 a 20 nomismas. Após vários meses de cerco, os habitantes esgotaram seus suprimentos de óleo, frutas, queijo, peixe e vegetais; eles passaram a comer grama, pele de animais, osso moído como água e até mesmo, alega Teodósio, aderiram ao canibalismo, comendo os mortos e as crianças.
Apesar da importância de Siracusa, as fontes relatam esforços escassos dos bizantinos para ajudá-la. Ibne Alatir relata que alguns navios bizantinos apareceram diante da cidade e foram derrotados sem dificuldade, mas a principal frota bizantina parece ter estado ocupada com o transporte de materiais de construção para a edificação da Igreja Nova do imperador Basílio I, o Macedônio (r. 867–886) em Constantinopla. Quando a frota posteriormente velejou, sob o comando de certo Adriano, foi tão atrasada pelos ventos contrários em Monemvasia que as notícias da queda da cidade chegaram até lá. Incontestados em seu controle do mar, os árabes foram capazes de destruir as fortificações que protegiam os dois portos da cidade: o bombardeio incessante conseguiu colapsar uma das torres das fortificações marítimas, junto com o trecho adjacente das muralhas, formando uma brecha onde os árabes concentraram seus ataques. No entanto, o patrício da cidade reuniu os defensores e por dois dias conseguiu proteger a brecha contra os números inimigos superiores de modo que a área circundante foi ocupada com os corpos dos mortos e feridos.
A cidade finalmente caiu na manhã de 21 de maio de 878, após nove meses de cerco. Os defensores retiraram-se para os muros para descansar e tomar café, deixando uma pequena guarda para proteger a brecha sob cerco João Patriano, quando os árabes lançaram um ataque surpresa, disparando todos as suas armas de cerco de uma vez e atacando a brecha. No momento que o patrício chegou para auxiliar na defesa, os árabes mataram os defensores da brecha e invadiram a cidade. Um destacamento que tentou bloquear o caminho próximo da Igreja do Salvador provavelmente foi aniquilado; os árabes entraram na igreja, onde boa parte da população refugiou-se, e mataram todos. O patrício permaneceu numa torre isolada com aproximados 70 homens, até sua rendição no dia seguinte. Teodósio, o Monge estava assistindo a liturgia na catedral quando as notícias da queda da cidade chegaram, e ele foi levado prisioneiro junto do arcebispo. Diferente do ocorrido na Igreja do Salvador, os soldados árabes não maltrataram-os, mas forçaram o arcebispo a revelar a localização da sacristia onde os objetos litúrgicos preciosos eram guardados.
Boa parte da população foi massacrada durante o saque; Teodósio escreve que somente entre os notáveis, mais de 4 000 foram mortos. O comandante árabe, Abu Ixaque, ordenou a execução de patrício uma semana depois, enquanto os 70 homens que permaneceram com ele e outros prisioneiros foram relatadamente levados para fora da cidade e espancados com pedras e tacos. Um dos defensores, Nicetas de Tarso, que durante o cerco diariamente insultou Maomé, foi torturado até a morte. Apenas alguns mardaítas do Peloponeso e alguns soldados da guarnição foram capazes de escapar e, alcançando a Grécia, informaram o almirante Adriano dos eventos. A cidade foi pilhada e praticamente destruída. Segundo ibne Alatir, os árabes permaneceram lá por aproximados dois meses após o saque, antes de retornarem para sua base, deixando a cidade em ruínas. Ibne Alatir também alegou que um esquadrão bizantino apareceu diante da cidade, mas foi afugentado após uma batalha na qual os bizantinos perderam quatro navios.

## Rescaldo
Jafar não gozou por muito tempo sua vitória; no mesmo ano foi morto por dois de seus escravos, por instigação de seu tio e seu irmão, que então usurparam o governo. Isso prenunciou um período de conflito interno entre os muçulmanos sicilianos. A guerra continuou através da década de 880, com os árabes tentando subjugar as fortalezas bizantinas remanescentes no terço nordeste da ilha, mas com sucesso limitado: os raides produziram butim para pagar o exército, mas nenhum forte foi tomado. O mesmo período também viu um ressurgimento do poder bizantino na península Itálica, onde generais como Nicéforo Focas, o Velho conseguiram angariar várias vitórias contra os muçulmanos.
A falta de sucesso exacerbou as tenções entre os muçulmanos, levando à rebelião dos palermitanos em 886 e novamente em 890, com múltiplas divisões — entre os árabes e berberes, entre os sicilianos e ifriquianos, e entre os palermitanos e agrigentinos — vindo à tona. Uma guerra civil de larga escala entre "árabes" e "berberes" eclodiu em 898 e não terminou até o filho de Ibraim II, Abedalá II, capturar Palermo em 900. Abedalá também conseguiu vitórias contra os bizantinos, até ser reconvocado para a Ifríquia para substituir seu pai; Ibraim então foi para a Sicília com um grupo de voluntários e capturou a última grande fortaleza bizantina, Taormina, em agosto de 902. Embora algumas fortalezas no nordeste permaneceram não conquistadas e em mãos cristãs até a queda de Rometta em 965, a queda de Taormina marcou o fim efetivo da Sicília bizantina e a consolidação do controle muçulmano sobre a ilha.